# Hampeella concavifolia
Hampeella concavifolia là một loài rêu trong họ Ptychomniaceae. Loài này được Hattaway & D.H. Norris mô tả khoa học đầu tiên năm 2008.